# Cricket Australia
Cricket Australia (precedentemente noto come Australian Cricket Board) è la federazione nazionale australiana del gioco del cricket.

## Storia
Il primo organismo di controllo centralizzato del cricket in Australia venne stabilito nel 1892 dai rappresentanti dei club del New South Wales, South Australia e Victoria che fondarono l'Australasian Cricket Council; lo stesso anno venne anche istituito lo Sheffield Shield. L'organizzazione tuttavia non ebbe mai un gran seguito e l'ACC venne sciolta nel 1898.
Le origini dell'attuale organizzazione risalgono al 1905, quando venne fondato l'Australian Board of Control for International Cricket, con lo scopo di organizzare i tour della selezione nazionale in Inghilterra, in precedenza organizzati e finanziati da privati e a volte dagli stessi giocatori (appartenenti alle classi più agiate. Inizialmente l'associazione comprendeva delegati del New South Wales e del Victoria, il Queensland scelse di partecipare solo come membro osservatore e il South Australia inizialmente rifiutò di unirsi per poi tornare sui propri passi, tuttavia già l'anno seguente il Queensland si unì come membro effettivo. Nel 1907 si unì la Tasmania e nel 1913 il Western Australia.
Nel 1973 il nome dell'organismo è stato cambiato in Australian Cricket Board per poi assumere la denominazione attuale nel 2003
Attualmente nel consiglio esecutivo il New South Wales, il South Australia e il Victoria hanno 3 delegati, Queensland e Western Australia 2 e Tasmania 1.

## Competizioni
Cricket Australia organizza le seguenti competizioni:
- Sheffield Shield
- Ryobi Cup
- KFC Twenty20 Big Bash (soppressa)
- Big Bash League (in sostituzione della precedente)
- Futures League (Second XI)
- Women's National Cricket League
- CA Under-19 Cup
- CA Under-17 Cup
- Champions League Twenty20